# Rascal Flatts (álbum)
Rascal Flatts é o álbum de estreia homônimo da banda country norte-americana Rascal Flatts. Foi lançado em 6 de junho de 2000 pela Lyric Street Records, sendo certificado como platina dupla pela RIAA.